# Школа № 52 (Львов)

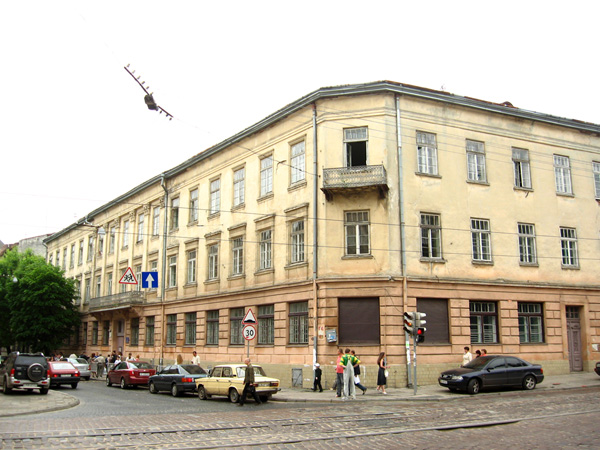
ЛЛГС № 52, ул. Гоголя 17

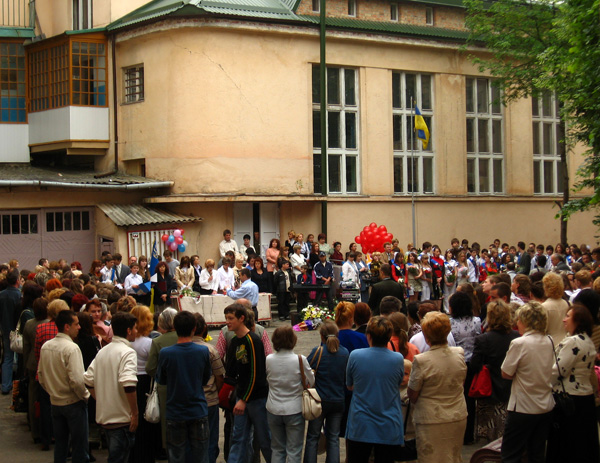
Последний звонок в лицее № 52 в 2007 году

Лицей № 52 имени М. И. Лобачевского города Львова — лицей с украинским языком преподавания и с углубленным изучением математики и английского языка. В лицее обучаются около 660 человек. Расположена по адресу 79007 г. Львов, ул. Гоголя, 17.

## История
История школы разделяется на два периода: с начала XX столетия до 1939 это была еврейская гимназия (в этот период Львов был в составе Польши); с 1939 года это общеобразовательная школа с русским языком обучения, с 2019 года — с украинским языком обучения .
- 1853 — построено здание школы.
- 1919—1939 — Еврейская гимназия (первая во Львове) с преподаванием на языке идиш; ул. Зигмунтовская, 17 (Zygmuntowska, 17).
- 1939—1941 — Общеобразовательная школа с русским языком преподавания; ул. Челюскинцев, 17.
- 1944—1961 — 1-я железнодорожная школа (до 1955 года — мужская, с 1955 — смешанная); ул. Гоголя, 17.
- С 1961 года — Средняя школа № 52; ул. Гоголя, 17 (недоступная ссылка).
- 1961 — в школе были созданы первые во Львовской области классы с углубленным изучением математики, в 1962 - физики.
- 1993 — создана комната-музей Николая Лобачевского, а школа получила его имя[1].
- 2007 — создана комната национальных культур[1].
- 2018 — переименована в Лицей № 52 имени Николая Лобачевского Львовского городского совета.
- 2019 — лицей переведен на украинский язык обучения.

## Директора школы
- 1919—1941 — Михаил Брандштетер, д-р Арнольд Фрейлих, д-р Генрих Лилиен, Бетти Фаерман, д-р Шломо Игель.
- 1944—1954 — Василий Федотович Саутин, Александр Иванович Дроботов, Петр Семенович Корявин.
- 1954—1985 — Дмитрий Фомич Чернышов.
- 1985—2014 — Галина Тадеевна Спиченко.
- 2014—2017 — Анна Михайловна Павлик.
- 2017 — 2019 Галина Тадеевна Спиченко.
- 2019 — Матис Светлана Юрьевна.

## Известные выпускники
- Александр Аксинин — выдающийся художник-график, учился в 1956—1967 годах.
- Виктория Ковальчук — известный художник-график и литератор. Училась в 1961—1971 годах.
- Руслана Лыжичко (Руслана) — певица, народная артистка Украины, победительница Евровидения.
- Виталий Манский — режиссёр и продюсер.
- Дмитрий Новиков — специалист по теории управления.
- Сергей Кузьминский — «Кузя» из блюз-панк-фолк-группы «Брати Гадюкіни».
- Леонид Парновский — математик.
- Aндрей Ткачев — протоиерей, проповедник.
- Александр Пузанов — географ, экономист.
- Юлия Криворучко — филолог.
- Виктор Бейлис — ориенталист, писатель.
- Ирена Штутина — продюсер BBC.
- Бруштунов Витольд Янович — многократный чемпион и теоретик спортивного бриджа.
- Константин Траченко — физик.
- Виктор Антонович Кривонос — советский и российский певец, актёр театра и кино, Народный артист Российской Федерации (2005), Заслуженный артист РСФСР (1979). Окончил ЛГИТМиК (1970).

## Олимпиады
Ученики математических классов ежегодно становились победителями областных, республиканских и всесоюзных олимпиад.
Лучшим результатом следует считать достижение выпускника 1983 года Леонида Парновского, который занял 1-е абсолютное место (42 балла из 42 возможных) на XXIVМеждународной математической олимпиаде в Париже, состоявшейся 4-5 июля 1983 года.

## Сотрудничество с вузами
Изучение вычислительной математики и программирования проводилось на базе вычислительного центра и математических кафедр Львовского Университета.
Выпускникам математических классов школы Львовский университет присуждал квалификацию «программист».

## Внешнее независимое тестирование
- В 2010 году 53,85 % выпускников школы № 52 сдали математику на 173—200 баллов (наилучшие результаты), 6 место среди школ Львова[2].
- В 2011 наивысшие баллы (173—200 баллов) на тестированиях внешнего независимого оценивания (ВНО) по украинскому языку и литературе набрали 35 % участников из школы № 52, по математике — 52 %, по истории Украины — 26 %, по английскому языку — 33 %[3].
- В 2012 году наибольшие баллы (173—200 баллов) на тестированиях ВНО по украинскому языку и литературе набрали 25 % участников из школы № 52, по математике — 48 %, по истории Украины — 13 %, по английскому языку — 36 %[4][5]. Один из выпускников набрал максимальную оценку — 200 баллов[6].

## Книги, публикации и фильмы о школе

### Книги
- זיגמונטובסקה 17 (книга на иврите) — название по-русски — Зигмунтовская 17, название по-польски — Zygmuntowska 17 : — Израиль. — 1968. — Мягкая обложка, 84 с — с иллюстрациями.
- Орач Борис Григорьевич. Сея разумное, доброе, вечное. Львовская средняя школа № 52: день вчерашний, день сегодняшний. — Львов. — Издательский дом «Цивилизация», 2002. — 104 с — фотоил. — ISBN 966-7719-09-X. Ч424(4УКР)714.6 + Ч33(4УКР)61 ВА638490.

### Публикации
- Борис Орач. Гимназия на Зигмунтовской. — Львов. — Газета «Шофар», № 2-4, 2001(?).
- Статья о Борисе Ораче на сайте журнала snob.ru

### Документальные фильмы
- Виталий Манский (автор сценария и режиссёр). Наша Родина. 2005, Россия — Германия, 119 мин., цв., DIGITAL BETACAM — Производство Студия «Вертов и К» при участии ARTE (Франция — Германия), YLE TV (Финляндия), Федерального агентства по культуре и кинематографии России. — Фильм является участником XXVII Московского международного кинофестиваля (1 (недоступная ссылка) 2 (недоступная ссылка))